# Grand Prix Belgii 1970
Grand Prix Belgii 1970 (oryg. Grand Prix de Belgique) – czwarta runda Mistrzostw Świata Formuły 1 w sezonie 1970, która odbyła się 7 czerwca 1970, po raz 18. na torze Spa-Francorchamps.
29. Grand Prix Belgii, 18. zaliczane do Mistrzostw Świata Formuły 1.

## Klasyfikacja
| Poz. | Nr | Kierowca             | Konstruktor    | Okrążeń | Czas/powód NU      | Poz. start. | Punktów |
| ---- | -- | -------------------- | -------------- | ------- | ------------------ | ----------- | ------- |
| 1    | 1  | Pedro Rodríguez      | BRM            | 28      | 1:38:10.1          | 6           | 9       |
| 2    | 10 | Chris Amon           | March-Ford     | 28      | 1.1                | 3           | 6       |
| 3    | 25 | Jean-Pierre Beltoise | Matra          | 28      | + 1:43.7           | 11          | 4       |
| 4    | 28 | Ignazio Giunti       | Ferrari        | 28      | + 2:38.5           | 8           | 3       |
| 5    | 19 | Rolf Stommelen       | Brabham-Ford   | 28      | + 3:31.8           | 7           | 2       |
| 6    | 26 | Henri Pescarolo      | Matra          | 27      | Elektronika        | 17          | 1       |
| 7    | 9  | Jo Siffert           | March-Ford     | 26      | Ciśnienie paliwa   | 10          |         |
| 8    | 27 | Jacky Ickx           | Ferrari        | 26      | + 2 okrążenia      | 4           |         |
| NS   | 14 | Ronnie Peterson      | March-Ford     | 20      | Nie sklasyfikowany | 9           |         |
| NU   | 18 | Jack Brabham         | Brabham-Ford   | 19      | Sprzęgło           | 5           |         |
| NU   | 23 | Graham Hill          | Lotus-Ford     | 19      | Silnik             | 16          |         |
| NU   | 11 | Jackie Stewart       | March-Ford     | 14      | Silnik             | 1           |         |
| NU   | 21 | John Miles           | Lotus-Ford     | 13      | Skrz. biegów       | 13          |         |
| NU   | 20 | Jochen Rindt         | Lotus-Ford     | 10      | Silnik             | 2           |         |
| NU   | 2  | Jackie Oliver        | BRM            | 7       | Silnik             | 14          |         |
| NU   | 7  | Piers Courage        | De Tomaso-Ford | 4       | Ciśnienie oleju    | 12          |         |
| NU   | 8  | Derek Bell           | Brabham-Ford   | 1       | Skrz. biegów       | 15          |         |